# Italië op de Olympische Zomerspelen 1964
Italië nam deel aan de Olympische Zomerspelen 1964 in Tokio, Japan. Met 10 gouden medailles haalde het de vijfde plaats in het medailleklassement.

## Medailleoverzicht
| Sport          | Olympiër(s)                                                                                     | Onderdeel                     | Medaille |
| -------------- | ----------------------------------------------------------------------------------------------- | ----------------------------- | -------- |
| Atletiek       | Abdon Pamich                                                                                    | 50km snelwandelen (m)         | Goud     |
| Boksen         | Fernando Atzori                                                                                 | -51kg (m)                     | Goud     |
| Boksen         | Cosimo Pinto                                                                                    | -81kg (m)                     | Goud     |
| Paardensport   | Mauro Checcoli                                                                                  | eventing individueel          | Goud     |
| Paardensport   | Paolo Angioni Mauro Checcoli Giuseppe Ravano                                                    | eventing team                 | Goud     |
| Schietsport    | Ennio Mattarelli                                                                                | trap (m)                      | Goud     |
| Turnen         | Franco Menichelli                                                                               | vloer (m)                     | Goud     |
| Wielersport    | Giovanni Pettenella                                                                             | sprint (m)                    | Goud     |
| Wielersport    | Sergio Bianchetto Angelo Damiano                                                                | tandem (m)                    | Goud     |
| Wielersport    | Mario Zanin                                                                                     | wegwedstrijd (m)              | Goud     |
| Roeien         | Renato Bosatta Franco De Pedrina Giuseppe Galante Giovanni Spinola Emilio Trivini               | vier-met (m)                  | Zilver   |
| Schermen       | Giovan Battista Breda Giuseppe Delfino Gianfranco Paolucci Alberto Pellegrino Gianluigi Saccaro | degen team (m)                | Zilver   |
| Schermen       | Giampaolo Calanchini Wladimiro Calarese Pier-Luigi Chicca Mario Ravagnan Cesare Salvadori       | sabel team (m)                | Zilver   |
| Schoonspringen | Klaus Dibiasi                                                                                   | 10m toren (m)                 | Zilver   |
| Turnen         | Franco Menichelli                                                                               | ringen (m)                    | Zilver   |
| Wielersport    | Sergio Bianchetto                                                                               | sprint (m)                    | Zilver   |
| Wielersport    | Giovanni Pettenella                                                                             | tijdrit (m)                   | Zilver   |
| Wielersport    | Giorgio Ursi                                                                                    | individuele achtervolging (m) | Zilver   |
| Wielersport    | Cencio Mantovani Carlo Rancati Luigi Roncaglia Franco Testa                                     | ploegenachtervolging (m)      | Zilver   |
| Wielersport    | Severino Andreoli Luciano Dalla Bona Pietro Guerra Feruccio Manza                               | ploegentijrit (m)             | Zilver   |
| Atletiek       | Salvatore Morale                                                                                | 400m horden (m)               | Brons    |
| Boksen         | Silvano Bertini                                                                                 | -67kg (m)                     | Brons    |
| Boksen         | Franco Valle                                                                                    | -75kg (m)                     | Brons    |
| Boksen         | Bepi Ros                                                                                        | +81kg (m)                     | Brons    |
| Paardensport   | Piero D'Inzeo Raimondo D'Inzeo Graziano Mancinelli                                              | springconcours team           | Brons    |
| Schermen       | Antonella Ragno-Lonzi                                                                           | floret (v)                    | Brons    |
| Turnen         | Franco Menichelli                                                                               | brug (m)                      | Brons    |

## Deelnemers en resultaten

### Atletiek
| Olympiër                                                           | Discipline               | Resultaat | Prestatie                                                                                        |
| ------------------------------------------------------------------ | ------------------------ | --------- | ------------------------------------------------------------------------------------------------ |
| Ito Jiani                                                          | 100m (m)                 | 31e       | serie 8: 4de in 10,6                                                                             |
| Livio Berruti                                                      | 200m (m)                 | 5e        | serie 8: 1ste in 21,1 kwartfinale 1: 2de in 21,2 halve finale 2: 2de in 20,7 finale: 5de in 20,8 |
| Sergio Ottolina                                                    | 200m (m)                 | 8e        | serie 4: 2de in 21,2 kwartfinale 2: 2de in 21,1 halve finale 1: 2de in 20,7 finale: 8ste in 20,9 |
| Sergio Bello                                                       | 400m (m)                 | 18e       | serie 2: 2de in 47,5 kwartfinale 1: 6de in 46,9                                                  |
| Francesco Bianchi                                                  | 800m (m)                 | 28e       | serie 6: 6de in 1.50,2                                                                           |
| Francesco Bianchi                                                  | 1500m (m)                | 26e       | serie 2: 7de in 3.47,9                                                                           |
| Giovanni Cornacchia                                                | 110m horden (m)          | 7e        | serie 3: 2de in 14,25 halve finale 2: 2de in 14,06 finale: 7de in 14,12                          |
| Giorgio Mazza                                                      | 110m horden (m)          | 8e        | serie 1: 1ste in 14,26 halve finale 1: 3de in 14,06 finale: 8ste in 14,17                        |
| Edy Ottoz                                                          | 110m horden (m)          | 4e        | serie 4: 1ste in 14,63 halve finale 2: 4de in 14,12 finale: 4de in 13,84                         |
| Roberto Frinolli                                                   | 400m horden (m)          | 6e        | serie 1: 3de in 51,2 halve finale 1: 2de in 50,2 finale: 6de in 50,7                             |
| Salvatore Morale                                                   | 400m horden (m)          | Brons     | serie 4: 1ste in 51,1 halve finale 2: 3de in 50,4 finale: 3de in 50,1                            |
| Livio Berruti Ennio Preatoni Sergio Ottolina Pasquale Giannattasio | 4x100m (m)               | 7e        | serie 1: 1ste in 39,7 halve finale 2: 1ste in 39,6 finale: 7de in 39,5                           |
| Bruno Bianchi Salvatore Morale Roberto Frinolli Sergio Bello       | 4x400m (m)               | 9e        | serie 2: 3de in 3.07,5                                                                           |
| Antonio Ambu                                                       | marathon (m)             | 40e       | 2:34.37,6                                                                                        |
| Giorgio Jegher                                                     | marathon (m)             | 17e       | 2:24.45,2                                                                                        |
| Antonio Ambu                                                       | 50km snelwandelen (m)    | Goud      | 4:11.12,4 (OR)                                                                                   |
| Mauro Bogliatto                                                    | hoogspringen (m)         | 16e       | kwalificatie: 7de met 2,06m finale: 16de met 2,06m                                               |
| Renato Dionisi                                                     | polsstokhoogspringen (m) | 25e       | kwalificatie: 25ste met 4,20m                                                                    |
| Silvano Meconi                                                     | kogelstoten (m)          | 17e       | kwalificatie: 17de met 17,29m                                                                    |
| Carlo Lievore                                                      | speerwerpen (m)          | 15e       | kwalificatie: 15de met 70,88m                                                                    |
| Franco Sar                                                         | tienkamp (m)             | 13e       | 7054 punten                                                                                      |
|                                                                    |                          |           |                                                                                                  |
| Maria Vittoria Trio                                                | verspringen (v)          | 14e       | kwalificatie: 10de met 6,18m finale: 14de met 5,98m                                              |

### Basketbal
| Olympiër | Discipline | Resultaat | Prestatie |
| --- | ---------- | --------- | --- |
| Gianfranco Bertini Sauro Bufalini Ottorino Flaborea Giovanni Gavagnin Augusto Giomo Gianfranco Lombardi Massimo Masini Giusto Pellanera Gianfranco Pieri Gianfranco Sardagna Gabriele Vianello Paolo Vittori | mannen     | 5e        | groep A: 4de W van Mexico: 85-80 W van Puerto Rico: 74-64 V van Polen: 58-61 W van Canada: 66-54 W van Hongarije: 77-73 V van Japan: 68-72 W van Sovjet-Unie: 76-67 5-8ste plek: W van Joegoslavië: 75-63 5-6de plek: W van Polen: 79-59 |

| Groep A |             |             |             |             |        |        |        |        |
| #       | Land        | Wedstrijden | Wedstrijden | Wedstrijden | Punten | Punten | Punten | Punten |
| #       | Land        | G           | W           | V           | V      | T      | Saldo  | Punten |
| 1       | Sovjet-Unie | 7           | 7           | 0           | 562    | 424    | +138   | 14     |
| 2       | Puerto Rico | 7           | 5           | 2           | 493    | 454    | +39    | 12     |
| 3       | Polen       | 7           | 4           | 3           | 467    | 448    | +19    | 11     |
| 4       | Italië      | 7           | 4           | 3           | 495    | 480    | +15    | 11     |
| 5       | Mexico      | 7           | 3           | 4           | 485    | 514    | -29    | 10     |
| 6       | Japan       | 7           | 3           | 4           | 421    | 428    | -7     | 10     |
| 7       | Hongarije   | 7           | 2           | 5           | 407    | 469    | -62    | 9      |
| 8       | Canada      | 7           | 0           | 7           | 408    | 521    | -113   | 7      |

| Ronde       | Datum | Plaats      | Land  | Score       | Land |
| ----------- | ----- | ----------- | ----- | ----------- | ---- |
| Groepsfase  |       |             |       |             |      |
| 11 oktober  | Tokio | Italië      | 85-80 | Mexico      |      |
| 12 oktober  | Tokio | Italië      | 74-64 | Puerto Rico |      |
| 13 oktober  | Tokio | Italië      | 58-61 | Polen       |      |
| 14 oktober  | Tokio | Canada      | 54-66 | Italië      |      |
| 16 oktober  | Tokio | Hongarije   | 73-77 | Italië      |      |
| 17 oktober  | Tokio | Japan       | 72-68 | Italië      |      |
| 18 oktober  | Tokio | Sovjet-Unie | 76-67 | Italië      |      |
| 5-8ste plek |       |             |       |             |      |
| 20 oktober  | Tokio | Joegoslavië | 63-75 | Italië      |      |
| 5-6de plek  |       |             |       |             |      |
| 22 oktober  | Tokio | Polen       | 59-79 | Italië      |      |

### Boksen
| Olympiër          | Discipline  | Resultaat | Prestatie |
| ----------------- | ----------- | --------- | --- |
| Fernando Atzori   | -51kg (m)   | Goud      | 1ste ronde: W van RAU Mersal: 5-0 2de ronde: W van AUS Norwood: 5-0 kwartfinale: W van IRL McCafferty: 5-0 halve finale: W van USA Carmody: 4-1 finale: W van POL Olech: 4-1                          |
| Franco Zurlo      | -54kg (m)   | 9e        | 1ste ronde: W van BUL Mitsev: 3-2 2de ronde: V van URS Grigoryev: 0-5 |
| Giovanni Girgenti | -57kg (m)   | 17e       | 1ste ronde: V van PHI Villanueva: 2-3 |
| Bruno Arcari      | -60kg (m)   | 17e       | 1ste ronde: V van KEN Oundo: scheidsrechterlijke beslissing |
| Ermanno Fasoli    | -63,5kg (m) | 9e        | 1ste ronde: W van KOR Park: 5-0 2de ronde: V van ROU Mihalic: 1-4 |
| Silvano Bertini   | -67kg (m)   | Brons     | 1ste ronde: W van CAN Desrosiers: scheidsrechterlijke beslissing 2de ronde: W van RAU Saddik: 5-0 kwartfinale: W van GBR Varley: scheidsrechterlijke beslissing halve finale: V van POL Kasprzyk: 2-3 |
| Massimo Bruschini | -71kg (m)   | 17e       | 1ste ronde: V van POL Grzesiak: 0-5 |
| Franco Valle      | -75kg (m)   | Brons     | 1ste ronde: vrij 2de ronde: W van BRA Cezar: 4-1 kwartfinale: W van CHI Salias: 5-0 halve finale: V van GER Schulz: 0-5                                                                               |
| Cosimo Pinto      | -81kg (m)   | Goud      | 1ste ronde: vrij 2de ronde: W van NED Lubbers: 5-0 kwartfinale: W van EUA Schlegel: 4-1 halve finale: W van BUL Nikolov: scheidsrechterlijke beslissing finale: W van URS Kiselyov: 3-2               |
| Giuseppe Ros      | +81kg (m)   | Brons     | 1ste ronde: W van TCH Němec: 4-1 kwartfinale: W van ROU Mariuţan: gediskwalificeerd halve finale: V van EUA Huber: 1-4                                                                                |

### Gewichtheffen
| Olympiër             | Discipline | Resultaat | Prestatie |
| -------------------- | ---------- | --------- | --------- |
| Renzo Grandi         | -56kg (m)  | 12e       | 327,5kg   |
| Sebastiano Mannironi | -60kg (m)  | 5e        | 370kg     |

### Judo
| Olympiër        | Discipline | Resultaat | Prestatie                                 |
| --------------- | ---------- | --------- | ----------------------------------------- |
| Bruno Carmeni   | -68kg (m)  | 19e       | 1ste ronde groep D: 3de met 1 overwinning |
| Nicola Tempesta | +80kg (m)  | 6e        | 1ste ronde groep E: 2de met 1 overwinning |

### Kanovaren
| Olympiër                                                        | Discipline    | Resultaat | Prestatie                                                                                                  |
| --------------------------------------------------------------- | ------------- | --------- | --- |
| Cesare Beltrami Cesare Zilioli                                  | K-2 1000m (m) | 6e        | serie 1: 3de in 3.46,43 halve finale 2: 3de in 3.52,27 finale: 6de in 3.43,55                              |
| Claudio Agnisetta Angelo Pedroni Cesare Beltrami Cesare Zilioli | K-4 1000m (m) | 6e        | serie 2: 5de in 3.25,32 herkansingen: 2de in 3.21,36 halve finale 2: 3de in 3.24,84 finale: 6de in 3.19,32 |

### Moderne vijfkamp
| Olympiër          | Discipline      | Resultaat | Prestatie   |
| ----------------- | --------------- | --------- | ----------- |
| Alfonso Ottaviani | individueel (m) | 14e       | 4651 punten |

### Paardensport
| Olympiër                                           | Discipline          | Resultaat | Prestatie         |
| Eventing                                           | Eventing            | Eventing  | Eventing          |
| -------------------------------------------------- | ------------------- | --------- | ----------------- |
| Paolo Angioni                                      | individueel         | 11e       | 17,87 punten      |
| Alessandro Argenton                                | individueel         | DNF       | niet gefinisht    |
| Mauro Checcoli                                     | individueel         | Goud      | 64,40 punten      |
| Giusepye Ravano                                    | individueel         | 14e       | 3,53 punten       |
| Paolo Angioni Mauro Checcoli Giuseppe Ravano       | eventing team       | Goud      | 85,80 punten      |
| Springconcours                                     |                     |           |                   |
| Piero D'Inzeo                                      | individueel         | 9e        | 22,50 strafpunten |
| Raimondo D'Inzeo                                   | individueel         | 11e       | 28,00 strafpunten |
| Graziano Mancinelli                                | individueel         | 19e       | 36,00 strafpunten |
| Piero D'Inzeo Raimondo D'Inzeo Graziano Mancinelli | springconcours team | Brons     | 88,50 strafpunten |

### Roeien
| Olympiër | Discipline      | Resultaat | Prestatie                                                                    |
| --- | --------------- | --------- | ---------------------------------------------------------------------------- |
| Romano Sgheiz Fulvio Balatti Giovanni Zucchi Luciano Sgheiz                                                                                        | vier-zonder (m) | 5e        | serie 2: 5de in 7.11,65 herkansingen: 1ste in 6.34,61 finale: 5de in 7.10,05 |
| Renato Bosatta Franco De Pedrina Giuseppe Galante Giovanni Spinola Emilio Trivini                                                                  | vier-met (m)    | Zilver    | serie 2: 1ste in 6.47,06 finale: 2de in 7.02,84                              |
| Dario Giani Sergio Tagliapietra Gianpietro Gilardi Francesco Glorioso Pietro Polti Giuseppe Schiavon Orlando Savarin Sereno Brunello Ivo Stefanoni | acht (m)        | 6e        | serie 1: 3de in 6.02,13 herkansingen: 1ste in 6.03,59 finale: 6de in 6.42,78 |

### Schermen
| Olympiër | Discipline      | Resultaat | Prestatie |
| --- | --------------- | --------- | --- |
| Giuseppe Delfino                                                                                            | degen (m)       | 17e       | 1ste ronde groep F: 3de met 4 overwinningen 2de ronde groep A: 4de met 3 overwinningen 3de ronde: V van HUN Nemere: 8-10 |
| Alberto Pellegrino                                                                                          | degen (m)       | 17e       | 1ste ronde groep E: 2de met 6 overwinningen 2de ronde groep B: 3de met 4 overwinningen 3de ronde: V van EUA Hecke: 9-10 |
| Gianluigi Saccaro                                                                                           | degen (m)       | 4e        | 1ste ronde groep D: 4de met 4 overwinningen 2de ronde groep C: 1ste met 4 overwinningen 3de ronde: W van EUA Gnaier: 10-4 4de ronde: W van SWE Lagfrwall: 10-4 kwartfinale: W van FRA Bourquard: 10-8 bronzen finale: V van URS Kostava |
| Giovan Battista Breda Giuseppe Delfino Gianfranco Paolucci Alberto Pellegrino Gianluigi Saccaro             | degen team (m)  | Zilver    | 1ste ronde groep C: 1ste met 2 overwinningen 2de ronde vrij kwartfinale: W van Polen: 9-6 halve finale: W van Zweden: 8-2 finale: V van Hongarije: 3-8                                                                                  |
| Mario Curletto                                                                                              | floret (m)      | 17e       | 1ste ronde groep B: 4de met 3 overwinningen 2de ronde groep A: 4de met 3 overwinningen 3de ronde: V van GBR Hoskyns: 6-10 |
| Nicola Granieri                                                                                             | floret (m)      | 25e       | 1ste ronde groep E: 1ste met 5 overwinningen 2de ronde groep C: 5de met 2 overwinningen |
| Pasquale la Ragione                                                                                         | floret (m)      | 25e       | 1ste ronde groep H: 3de met 4 overwinningen 2de ronde groep D: 6de met 1 overwinning |
| Gianguido Milanesi Pasquale La Ragione Arcangelo Pinelli Nicola Granieri Mario Curletto                     | floret team (m) | 7e        | 1ste ronde groep B: 2de met 2 overwinningen kwartfinale: V van Frankrijk: 9-5 5-8ste plek: V van Duitsland: 5-9 |
| Wladimiro Calarese                                                                                          | sabel (m)       | 17e       | 1ste ronde groep C: 2de met 4 overwinningen 2de ronde groep A: 5de met 3 overwinningen |
| Pierluigi Chicca                                                                                            | sabel (m)       | 9e        | 1ste ronde groep A: 2de met 4 overwinningen 2de ronde groep C: 4de met 4 overwinningen 3de ronde: V van FRA Arabo: 4-10 |
| Cesare Salvadori                                                                                            | sabel (m)       | 9e        | 1ste ronde groep B: 3de met 4 overwinningen 2de ronde groep D: 3de met 4 overwinningen 3de ronde: V van POL Ochyra: 6-10 |
| Giampaolo Calanchini Wladimiro Calarese Pier-Luigi Chicca Mario Ravagnan Cesare Salvadori                   | sabel team (m)  | Zilver    | 1ste ronde groep C: 1ste met 1 overwinning kwartfinale: W van Hongarije: 9-7 halve finale: W van Frankrijk: 8-7 finale: V van Sovjet-Unie: 6-9                                                                                          |
| |                 |           | |
| Bruna Colombetti                                                                                            | floret (v)      | 7e        | 1ste ronde groep B: 2de met 5 overwinningen 2de ronde groep A: 3de met 3 overwinningen 3de ronde: W van GBR Watts-Topin: 8-6 kwartfinale: V van HUN Újlaky-Rejtő: 3-8 5-8ste plek: V van ITA Masciotta: 6-8                             |
| Giovanna Masciotta                                                                                          | floret (v)      | 6e        | 1ste ronde groep F: 2de met 4 overwinningen 2de ronde groep D: 3de met 2 overwinningen 3de ronde: W van ROU Szabo: 8-6 kwartfinale: V van URS Gorokhova: 7-8 5-8ste plek: W van ITA Colomnbetti: 8-6 5-6de plek: V van HUN Juhász: 5-8  |
| Antonella Ragno                                                                                             | floret (v)      | Brons     | 1ste ronde groep E: 1ste met 6 overwinningen 2de ronde groep C: 1ste met 4 overwinningen 3de ronde: W van ROU Dersidan: 8-6 kwartfinale: W van HUN Juhász: 8-4 finale groep: 3de met 2 overwinningen                                    |
| Antonella Ragno-Lonzi Giovanna Masciotta Irene Camber-Corno Natalina Sanguinetti Bruna Colombetti-Peroncini | floret team (v) | 4e        | 1ste ronde groep A: 1ste met 1 overwinning kwartfinale: vrij halve finale: V van Sovjet-Unie: 5-9 bronzen finale: V van Duitsland: 5-9                                                                                                  |

### Schietsport
| Olympiër           | Discipline              | Resultaat | Prestatie                       |
| ------------------ | ----------------------- | --------- | ------------------------------- |
| Ugo Simoni         | 50m pistool (m)         | 33e       | 526 punten: (88-86-92-82-88-90) |
| Ugo Amicosante     | 25m snelvuurpistool (m) | 36e       | 570 punten: (284-286)           |
| Giovanni Liverzani | 25m snelvuurpistool (m) | 31e       | 574 punten: (281-293)           |
| Ennio Mattarelli   | trap (m)                | Goud      | 198 punten (OR)                 |
| Galliano Rossini   | trap (m)                | 4e        | 194 punten                      |

### Schoonspringen
| Olympiër        | Discipline    | Resultaat | Prestatie                                                      |
| --------------- | ------------- | --------- | -------------------------------------------------------------- |
| Franco Cagnotto | 3m plank (m)  | 10e       | voorronde: 10de met 89,54 punten                               |
| Klaus Dibiasi   | 3m plank (m)  | 13e       | voorronde: 13de met 87,68 punten                               |
| Franco Cagnotto | 10m toren (m) | 23e       | voorronde: 23ste met 83,23 punten                              |
| Klaus Dibiasi   | 10m toren (m) | Zilver    | voorronde: 1ste met 97,62 punten finale: 2de met 147,54 punten |

### Turnen
| Olympiër | Discipline               | Resultaat | Prestatie                                                         |
| --- | ------------------------ | --------- | ----------------------------------------------------------------- |
| Franco Menichelli                                                                                           | vloer (m)                | Goud      | kwalificatie: 2de met 19,30 punten finale: 1ste met 19,45 punten  |
| Franco Menichelli                                                                                           | ringen (m)               | Zilver    | kwalificatie: 1ste met 19,45 punten finale: 2de met 19,425 punten |
| Franco Menichelli                                                                                           | ringen (m)               | Brons     | kwalificatie: 6de met 19,30 punten finale: 3de met 19,200 punten  |
| Giovanni Carminucci                                                                                         | individuele meerkamp (m) | 27e       | 111,80 punten                                                     |
| Pasquale Carminucci                                                                                         | individuele meerkamp (m) | 42e       | 110,70 punten                                                     |
| Luigi Cimnaghi                                                                                              | individuele meerkamp (m) | 21e       | 112,35 punten                                                     |
| Bruno Franceschetti                                                                                         | individuele meerkamp (m) | 75e       | 108,70 punten                                                     |
| Franco Menichelli                                                                                           | individuele meerkamp (m) | 5e        | 115,15 punten                                                     |
| Angelo Vicardi                                                                                              | individuele meerkamp (m) | 63e       | 109,40 punten                                                     |
| Giovanni Carminucci Pasquale Carminucci Luigi Cimnaghi Bruno Franceschetti Franco Menichelli Angelo Vicardi | meerkamp team (m)        | 4e        | 560,90 punten                                                     |

### Waterpolo
| Olympiër | Discipline | Resultaat | Prestatie |
| --- | ---------- | --------- | --- |
| Danio Bardi Mario Cevasco Giuseppe d'Altrui Federico Dennerlein Giancarlo Guerrini Franco Lavoratori Gianni Lonzi Eugenio Merello Rosario Parmegiani Eraldo Pizzo Dante Rossi Alberto Spinola | mannen     | 36e       | groep A: 1ste W van Roemenië: 3-0 W van Japan: 5-3 halve finale groep A/B: 2de V van Sovjet-Unie: 0-2 W van Duits eenheidsteam: 2-1 finale groep: 4de V van Hongarije: 1-3 V van Joegoslavië: 1-2 |

| Groep A |          |             |             |             |             |        |        |        |        |
| #       | Land     | Wedstrijden | Wedstrijden | Wedstrijden | Wedstrijden | Punten | Punten | Punten | Punten |
| #       | Land     | G           | W           | G           | V           | V      | T      | Saldo  | Punten |
| 1       | Italië   | 2           | 2           | 0           | 0           | 9      | 6      | +3     | 4      |
| 2       | Roemenië | 2           | 1           | 0           | 1           | 12     | 8      | +4     | 2      |
| 3       | Japan    | 2           | 0           | 0           | 2           | 7      | 14     | -7     | 0      |

| Ronde      | Datum | Plaats | Land | Score    | Land |
| ---------- | ----- | ------ | ---- | -------- | ---- |
| Groepsfase |       |        |      |          |      |
| 11 oktober | Tokio | Italië | 4-3  | Roemenië |      |
| 12 oktober | Tokio | Italië | 5-3  | Japan    |      |

| Groep halve finale A/B |                    |             |             |             |             |        |        |        |        |
| #                      | Land               | Wedstrijden | Wedstrijden | Wedstrijden | Wedstrijden | Punten | Punten | Punten | Punten |
| #                      | Land               | G           | W           | G           | V           | V      | T      | Saldo  | Punten |
| 1                      | Sovjet-Unie        | 3           | 2           | 1           | 0           | 7      | 4      | +3     | 5      |
| 2                      | Italië             | 3           | 2           | 0           | 1           | 6      | 6      | 0      | 4      |
| 3                      | Roemenië           | 3           | 1           | 1           | 1           | 10     | 10     | 0      | 3      |
| 3                      | Duits eenheidsteam | 3           | 0           | 0           | 3           | 7      | 10     | -3     | 0      |

| Ronde        | Datum | Plaats | Land | Score              | Land |
| ------------ | ----- | ------ | ---- | ------------------ | ---- |
| Halve finale |       |        |      |                    |      |
| 14 oktober   | Tokio | Italië | 0-2  | Sovjet-Unie        |      |
| 15 oktober   | Tokio | Italië | 2-1  | Duits eenheidsteam |      |

| Finale groep |             |             |             |             |             |        |        |        |        |
| #            | Land        | Wedstrijden | Wedstrijden | Wedstrijden | Wedstrijden | Punten | Punten | Punten | Punten |
| #            | Land        | G           | W           | G           | V           | V      | T      | Saldo  | Punten |
| 1            | Hongarije   | 3           | 2           | 1           | 0           | 12     | 7      | +5     | 5      |
| 2            | Joegoslavië | 3           | 2           | 1           | 0           | 8      | 5      | +3     | 5      |
| 3            | Sovjet-Unie | 3           | 1           | 0           | 2           | 4      | 7      | -3     | 2      |
| 3            | Italië      | 3           | 0           | 0           | 3           | 2      | 7      | -5     | 0      |

| Ronde        | Datum | Plaats | Land | Score       | Land |
| ------------ | ----- | ------ | ---- | ----------- | ---- |
| Halve finale |       |        |      |             |      |
| 14 oktober   | Tokio | Italië | 1-3  | Hongarije   |      |
| 15 oktober   | Tokio | Italië | 1-2  | Joegoslavië |      |

### Wielersport
| Olympiër                                                          | Discipline                    | Resultaat | Prestatie |
| Baan                                                              | Baan                          | Baan      | Baan |
| ----------------------------------------------------------------- | ----------------------------- | --------- | --- |
| Sergio Bianchetto                                                 | sprint (m)                    | Zilver    | serie 3: 1ste in 11,58 2de ronde serie 3: 1ste in 11,83 kwartfinale 2: W van COL Vanegas: 2-0 halve finale 2: W van FRA Morelon: 2-1 finale: V van ITA Pettenella: 0-2                                               |
| Giovanni Pettenella                                               | sprint (m)                    | Goud      | serie 7: 1ste in 11,40 2de ronde serie 5: 3de herkansingen: 1ste in 12,06 herkansingen 2: 1ste in 11,71 kwartfinale 3: W van BEL Sercu: 2-0 halve finale 2: W van FRA Trentin: 2-1 finale: W van ITA Bianchetto: 2-0 |
| Giovanni Pettenella                                               | tijdrit (m)                   | Zilver    | 1.10,09 |
| Giorgio Ursi                                                      | individuele achtervolging (m) | Zilver    | serie 4: W van POL Józefowicz: 5.01,41 kwartfinale 3: W van EUA Spiegelberg: 5.02,43 halve finale 1: W van NED Groen: 4.56,64 finale: V van TCH Daler: 5.05,96                                                       |
| Angelo Damiano Sergio Bianchetto                                  | tandem (m)                    | Zilver    | serie 1: W van MEX Mercado/Tellez: 11,00 kwartfinale 3: W van DEN Fredborg/Jørgensen: 2-0 halve finale 1: W van EUA Fuggerer/Kobusch: 2-1 finale: W van URS Bodnieks/Logunov: 2-1                                    |
| Angelo Damiano Sergio Bianchetto                                  | ploegenachtervolging (m)      | Zilver    | serie 2: W van Argentinië: 4.39,6 kwartfinale 3: W van Tsjecho-Slowakije: 4.37,58 halve finale 2: W van Nederland: 4.37,98 finale: V van Duitsland: 4.35,74                                                          |
| Weg                                                               |                               |           | |
| Severino Andreoli                                                 | wegwedstrijd (m)              | 28e       | 4:39.51,74 |
| Felice Gimondi                                                    | wegwedstrijd (m)              | 33e       | 4:39.51,76 |
| Ferruccio Manza                                                   | wegwedstrijd (m)              | DNF       | niet gefinisht |
| Mario Zanin                                                       | wegwedstrijd (m)              | Goud      | 4:39.51,63 |
| Severino Andreoli Luciano Dalla Bona Pietro Guerra Feruccio Manza | ploegentijrit (m)             | Zilver    | 2:26.55,39 |

### Worstelen
| Olympiër           | Discipline  | Resultaat   | Prestatie |
| Vrije stijl        | Vrije stijl | Vrije stijl | Vrije stijl |
| ------------------ | ----------- | ----------- | --- |
| Vincenzo Grassi    | -52kg (m)   | 11e         | 1ste ronde: W van AFG Khakshar 2de ronde: V van TUR Yanılmaz 3de ronde: W van IRL O'Connor 4de ronde: V van JPN Yoshida |
| Gaetano De Vescovi | -78kg (m)   | 7e          | 1ste ronde: W van IRL Feeney 2de ronde: V van MGL Mönkhbat 3de ronde: vrij 4de ronde: V van BUL Dermendzhiev            |
| Grieks-Romeins     |             |             | |
| Ignazio Fabra      | -52kg (m)   | 4e          | 1ste ronde: W van FIN Björlin 2de ronde: W van RAU Ali 3de ronde: W van URS Sayadov 4de ronde: V van GER Lacour         |
| Michele Toma       | -57kg (m)   | 13e         | 1ste ronde: W van PHI Tumasis 2de ronde: V van HUN Varga 3de ronde: V van GER Stange                                    |
| Adelmo Bulgarelli  | -97kg (m)   | 10e         | 1ste ronde: G van TUR Yilmaz 2de ronde: V van ROU Martinescu 3de ronde: W van POL Sosnowski                             |

### Zeilen
| Olympiër                                            | Discipline      | Resultaat | Prestatie                            |
| --------------------------------------------------- | --------------- | --------- | ------------------------------------ |
| Mario Capio Marco Sartori                           | flying dutchman | 10e       | 3664 punten: (1-5-DNF-12-12-8-13)    |
| Luigi Croce Luigi Saidelli                          | star klasse     | 15e       | 1423 punten: (13-12-DNF-11-15-11-13) |
| Sergio Sorrentino Sergio Furlan Annibale Pelaschiar | draken klasse   | 6e        | 4636 punten: (2-11-3-13-6-7-5)       |
| Agostino Straulino Bruno Petronio Massimo Minervin  | 5,5m R-klasse   | 4e        | 4738 punten: (2-2-3-11-7-2-5)        |

### Zwemmen
| Olympiër                                                             | Discipline            | Resultaat | Prestatie                                             |
| -------------------------------------------------------------------- | --------------------- | --------- | ----------------------------------------------------- |
| Bruno Bianchi                                                        | 100m vrije slag (m)   | 36e       | serie 1: 4de in 56,8                                  |
| Pietro Boscaini                                                      | 100m vrije slag (m)   | 20e       | serie 3: 2de in 55,8 halve finale 1: 8ste in 56,1     |
| Sergio De Gregorio                                                   | 100m vrije slag (m)   | 36e       | serie 9: 4de in 56,8                                  |
| Sergio De Gregorio                                                   | 400m vrije slag (m)   | 15e       | serie 2: 3de in 4.27,4                                |
| Giovanni Orlando                                                     | 400m vrije slag (m)   | 26e       | serie 1: 4de in 4.30,8                                |
| Pierpaolo Spangaro                                                   | 400m vrije slag (m)   | 23e       | serie 4: 4de in 4.30,0                                |
| Chiaffredo Rora                                                      | 200m rugslag (m)      | 9e        | serie 3: 3de in 2.17,8 halve finale 2: 5de in 2.16,7  |
| Ezio Della Savia                                                     | 200m rugslag (m)      | 13e       | serie 4: 1ste in 2.16,6 halve finale 2: 6de in 2.18,4 |
| Cesare Caramelli                                                     | 200m schoolslag (m)   | 20e       | serie 4: 6de in 2.40,9                                |
| Gian Corrado Gross                                                   | 200m schoolslag (m)   | 23e       | serie 3: 4de in 2.42,8                                |
| Giampiero Fossati                                                    | 200m vlinderslag (m)  | 15e       | serie 5: 4de in 2.17,2 halve finale 2: 8ste in 2.18,1 |
| Antonio Rastrelli                                                    | 200m vlinderslag (m)  | 17e       | serie 1: 3de in 2.17,3                                |
| Sergio De Gregorio Bruno Bianchi Giovanni Orlando Pietro Boscaini    | 4x200m vrije slag (m) | 8e        | serie 1: 4de in 8.17,8 finale: 8ste in 8.18,1         |
| Chiaffredo Rora Gian Corrado Gross Giampiero Fossati Pietro Boscaini | 4x100m wisselslag (m) | 7e        | serie 2: 3de in 4.09,3 finale: 7de in 4.10,3          |
|                                                                      |                       |           |                                                       |
| Daniela Beneck                                                       | 100m vrije slag (v)   | 10e       | serie 1: 3de in 1.03,2 halve finale 1: 6de in 1.02,9  |
| Mara Sacchi                                                          | 100m vrije slag (v)   | 34e       | serie 4: 6de in 1.05,9                                |
| Paola Saini                                                          | 100m vrije slag (v)   | 23e       | serie 2: 4de in 1.04,4                                |
| Daniela Beneck                                                       | 400m vrije slag (v)   | 10e       | serie 3: 2de in 4.56,2                                |
| Anna Maria Cecchi                                                    | 100m vlinderslag (v)  | 12e       | serie 5: 2de in 1.10,3 halve finale 2: 7de in 1.10,4  |
| Paola Saini Maria Cristina Pacifici Mara Sacchi Daniela Beneck       | 4x100m vrije slag (v) | 8e        | serie 1: 4de in 4.15,0 finale: 8ste in 4.17,2         |

Afghanistan · Algerije · Argentinië · Australië · Bahama's · België · Bermuda · Birma · Bolivia · Brazilië · Brits-Guiana · Bulgarije · Cambodja · Canada · Ceylon · Chili · Colombia · Congo-Brazzaville · Costa Rica · Cuba · Denemarken · Dominicaanse Republiek · Duits eenheidsteam · Ethiopië · Filipijnen · Finland · Frankrijk · Ghana · Griekenland · Groot-Brittannië · Hongarije · Hongkong · Ierland · IJsland · India · Irak · Iran · Israël · Italië · Ivoorkust · Jamaica · Japan · Joegoslavië · Kameroen · Kenia · Libanon · Liberia · Libië · Liechtenstein · Luxemburg · Madagaskar · Maleisië · Mali · Marokko · Mexico · Monaco · Mongolië · Nederland · Nederlandse Antillen · Nepal · Nieuw-Zeeland · Niger · Nigeria · Noord-Rhodesië · Noorwegen · Oeganda · Oostenrijk · Pakistan · Panama · Peru · Polen · Portugal · Puerto Rico · Roemenië · Senegal · Sovjet-Unie · Spanje · Taiwan · Tanganyika · Thailand · Trinidad en Tobago · Tsjaad · Tsjecho-Slowakije · Tunesië · Turkije · Uruguay · Venezuela · Verenigde Arabische Republiek · Verenigde Staten · Vietnam · Zuid-Korea · Zuid-Rhodesië · Zweden · Zwitserland